# Хань Синь
Хань Синь (кит. трад. 韓信, упр. 韩信, 231 до н. э. — 196 г. до н. э.) — военный генерал, который служил Лю Бану во время конфликта Чу и Хань и внес большой вклад в основание династии Хань. Хань Синь был назван одним из трех героев ранней династии Хань (кит. 漢初三傑 ), наряду с Чжан Ляном и Сяо Хэ.
Хань Синь лучше всего помнят как блестящего военного лидера за стратегии и тактику, которые он использовал в военных кампаниях, некоторые из которых стали истоками некоторых китайских идиом. В знак признания заслуг Хань Синя, Лю Бан присвоил ему титулы «царь Ци» в 203 году до н. э., «царь Чу» в 204 году до н. э. Однако Лю Бан опасался растущего влияния Хань Синя и постепенно снизил его должность, понизив его до «князь Хуайинь» с конца 202 года до н. э. В 196 году до н. э. Хань Синя обвинили в участии в восстании, а затем заманили в ловушку и казнили по приказу императрицы Лю Чжи.

## Детство
Хань Синь родился в бедной семье. Его родители умерли, когда он был ещё ребёнком и добывал себе еду за счёт рыболовства и собирательства, а также часто ходил к знакомым на ночлег.
Однажды, когда Хань Синь голодал и попрошайничал, к нему подошла женщина и дала мальчику батон хлеба, на что тот был ей очень благодарен. В течение 10 дней женщина приносила еду юноше, и тогда Хань Синь сказал ей: «Придёт день, когда я смогу как следует отблагодарить вас», но старуха разозлилась и ответила:  «Ты — сильный мужчина, и не можешь самостоятельно добыть себе пищу. Я даю тебе хлеб из-за жалости. К чему мне твоя благодарность?». Такой ответ расстроил Синя, но тогда он решил, что должен во что бы то ни стало выбиться в люди.
Один из знакомых Синя был мелкий чиновник, с которым у него были дружеские отношения. Хань Синь часто приходил к нему в гости на обед и тот был не против. Однако жене чиновника категорически не нравилось, что какой-то оборванец приходит к ним и «объедает» их, и поэтому, незадолго до прихода Синя, парочка съедала свои продовольственные запасы. Когда Хань Синь приходил, то видел уже пустой стол и вдоволь наевшихся чиновника с женой, а затем обиженно уходил. Так он и порвал отношения с ними.
Жители из поселения Хуайань были не лучшего мнения о Хань Сине и никакого уважения к нему не имели. Так однажды местные хулиганы преградили дорогу Синю и главный хулиган сказал: «Если ты храбрый, то пронзи меня мечом, если же трус, то пролезь у меня между штанинами!». Люди, стоявшие рядом, понимали, что это публичный вызов и с нетерпением ждали решения Хань Синя. Тот поразмыслил и молча пролез между штанами хулигана, что вызвало насмешки со стороны публики, ведь теперь он считался трусом по мнению общества.
На самом деле Хань Синь был терпеливым и умным человеком. Он понимал о проблеме власти в государстве и с головой углубился в изучение военного искусства в надежде на то, что однажды наступит день, когда он найдёт для себя веру и славу. Изучал он в основном техники рукопашного боя и владения мечом.

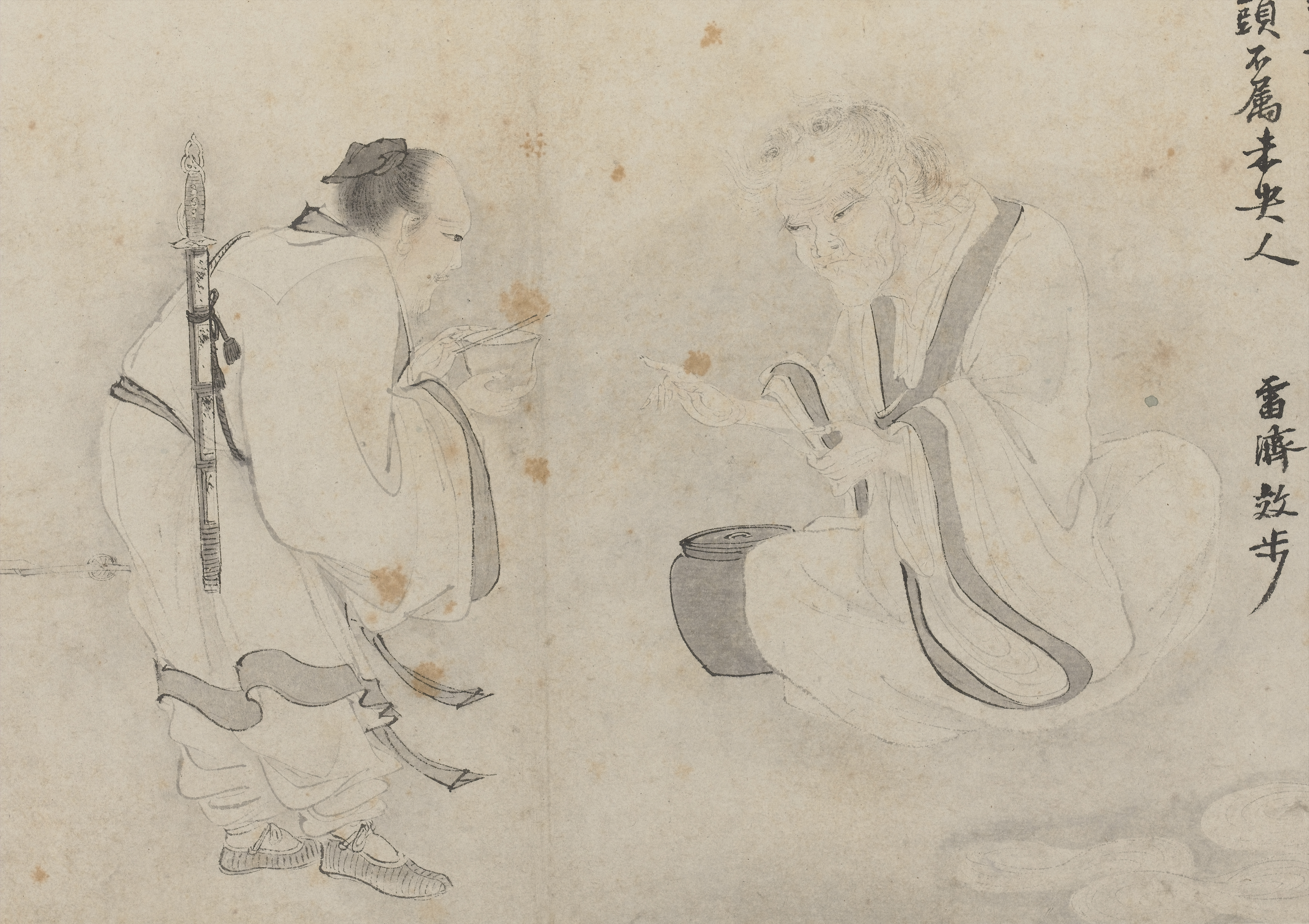
Пожилая дама даёт Хань Синю еду

## Приход к Сяну Юу
В 209 году до н. э. Хань Синь присоединился к повстанческой армии Сян Ляна. В начале он был мелким чиновником и отвечал за провиант. После того, как Сян Лян был убит в бою при Динтао, Хань Синь стал служить его племяннику Сяну Юу. Хань Синь постоянно предлагал Сян Юю различные стратегии, но тот не прислушивался к ним. В 206 году до н. э. Хань Синь дезертировал из армии Сян Юя и присоединился к Лю Бану.

## Служба Лю Бану

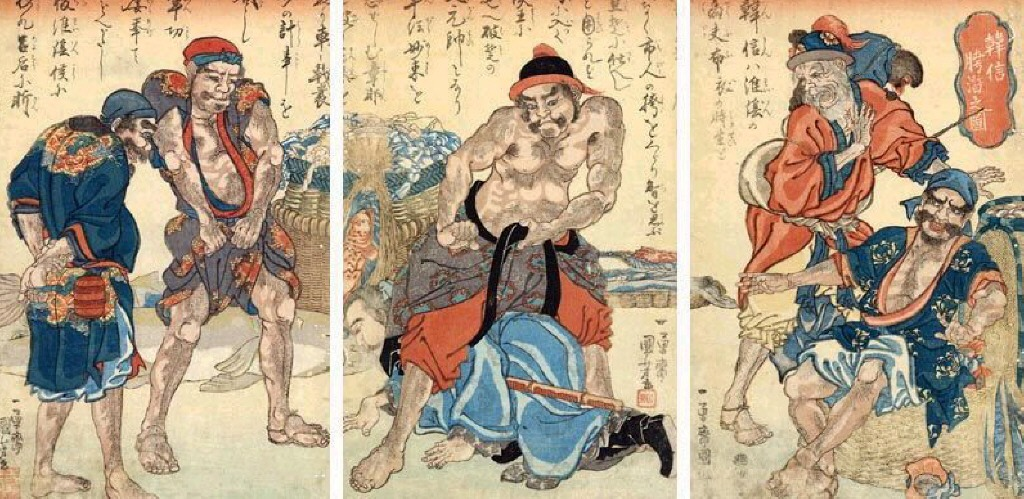
Хань Синь пролезает между ног хулигана

Первоначально, после вступления в армию Лю Бана, Хань Синь не получил никаких важных должностей. Однажды он нарушил военное право и должен был быть казнён. Когда настала его очередь быть обезглавленным, Хань Синь увидел Сяо Ина (одного из доверенных генералов Лю Бана) и сказал: «Я думал, что король хотел править империей. Тогда почему он убивает доблестных людей?» Сяо Ин был удивлен словами юноши и пощадил жизнь Хань Синю и зарекомендовал его Лю Бану. Лю Бан не был впечатлен Хань Синем и назначил его ответственным за поставки продовольствия. За это время Хань Синь познакомился с военным советником Сяо Хэ (одним из главных советников Лю Бана). Сяо Хэ оценивал Хань Синя как человека незаурядного и всеми силами пытался представить его в лучшем свете Лю Бану.
В 206 году до н. э. Лю Бан получил титул «царь Хань» от Сян Юя после того, как последний разделил бывшую империю Цинь на восемнадцать царств и был сослан в отдаленный регион Башу. Там же армия Лю Бана остановилась на месяц, что по каким-то причинам вызвало недовольство солдат. Между тем, Хань Синь ожидал, что Сяо Хэ сможет добиться доверия ему от Лю Бана, однако давнее отсутствие новостей привело к уходу из отряда армии Лю Бана. Когда Сяо Хэ услышал, что Хань Синь уехал, он немедленно бросился в догонку за Хань Синем с целью вернуть его. Отсутствие Сяо Хэ и Хань Синя никому не было донесено и поэтому, когда Лю Бан обнаружил, что Сяо Хэ нет на месте, его охватила паника. Сяо Хэ же в конце концов догнал Хань Синя и убедил его вернуться вместе с ним. Это событие породило поговорку: «Сяо Хэ ищёт Хань Синя под лунным светом» (蕭何月下追韓信). Когда Сяо Хэ и Хань Синь вернулись, то Лю Бан сначала успокоился, а потом спросил у Сяо Хэ: «Ещё раньше от нас убегали десятки полководцев и советников, почему ты не погнался за ними тогда? Почему ты догнал только Хань Синя?». На это Сяо Хэ ответил:«Хань Синь — одарённый воин, таких и днём с огнём не сыщешь. Все те полководцы, которые ушли от нас, были заурядными, но не Хань Синь. Если вы хотите править Поднебесной, то он вам пригодится, как никто другой», на что Лю Бан сказал:«Тогда пусть он будет служить под твоим началом», но Сяо Хэ возразил: «Незначительная должность не удержит Хань Синя» и Лю Бан окончательно решил: «Тогда он назначается главнокомандующим моей армии!».

## Поход на три Цинь
После своего назначения, Хань Синь проанализировал ситуацию для Лю Бана и разработал план для него, чтобы завоевать западное царство Чу у Сян Юя. В конце 206 года до н. э. армия Лю Бана покинула Ханьчжун и готовилась атаковать три Цинь в Гуаньчжуне. Хань Синь приказал нескольким солдатам сделать вид, что они ремонтируют дороги, связывающие Гуаньчжун и Ханьчжун, в то же время отправив ещё одну армию, чтобы тайно пройти через Чэньцан и сделать внезапную атаку на войска генерала Чжан Ханя. Чжан Хань был застигнут врасплох, и войска Хань Синя одержали победу, продолжая захватывать царства правителей Сыма Синя и Дун И. Стратегия, используемая Хань Синем, известная как «появление для ремонта дорог во время тайного продвижения через Чэнцан» (明修棧道, 暗度陳倉) — стала одной из тридцати шести стратегией.

## Битва за Пэнчэн, Цзинсуо
После завоевания трех Цинь Лю Бан позволил Хань Синю возглавить армию, чтобы напасть на остатки сил Чжан Ханя в Фэйцзю, в то время как он лично возглавил армию, чтобы атаковать столицу Чу — Пэнчэн, захватив её в 205 году до н. э. Сян Юй вернулся из своей кампании в царство Ци, чтобы отвоевать Пэнчэн и неожиданно победил Лю Бана в битве за Пэнчэн. Лю Бан отступил в Синъян после своего поражения. Сяо Хэ был назначен ответственным за Guanzhong и он послал Хана возглавить подкрепление, чтобы помочь Лю Бану. Хань Синь нанес поражение царству Чу в битве при Цзинсуо и отбросил вражеские войска на восток.

## Северная кампания
В конце 205 года до н. э. Лю Бан поставил Хань Синя командовать армией и отправил его покорять соперничающие царства в Северном Китае. Первой целью Хань Синя было царство Западный Вэй, управляемое царём Вэй Бао, который перешёл на сторону Сян Юя после того, как первоначально сдался Лю Бану. Хань Синь обманом загнал войска Вэя в угол на границе и неожиданно напал на Аньи (современный округ Ся, Шаньси) с новой силой, одержав победу и захватив Вэй Бао в бою. Вскоре после этого Хань Синь приступил к завоеванию царства Дай и перехватил чэнсяна Ся Шуо.
Под командованием Хань Синя войска продвинулась ещё дальше, чтобы напасть на царство Чжао. Он одержал ещё одну тактическую победу над 200-тысячной армией Чжао с меньшими силами в битве при Цзинсине. После битвы Хань Синь послал гонца к Цзан Ту с просьбой о его капитуляции, и Цзан Ту согласился подчиниться Лю Бану.
В конце 204 года до н. э. Лю Бан приказал Хань Синю возглавить армию, чтобы напасть на царство Ци. Однако позже Лю Бан послал Ли Ицзи, чтобы убедить Тянь Гуана сдаться, не сообщив об этом Хань Синю. Куай Чэ посоветовал Хань Синь продолжать вторжение, потому что если Ли Цзи удастся убедить, царство Ци сдаться, и его вклад затмит вклад Хань Синя. Следовательно, Хань Синь приказал атаковать Ли Цзи и пошёл дальше, чтобы захватить столицу Ци — Линьцзи. Тянь Гуань уже намеревался сдаться, но эти нападения разозлили его, и он почувствовал, что Ли Цзи предал его и приказал казнить. Тем временем, Сян Юй послал Лонг Чжу возглавить армию для усиления Тянь Гуана. Хань Синь одержал очередную решительную победу над объединёнными силами Ци и Чу в битве на реке Вэй. Позже Хань Синь отправил гонца к Лю Бану с просьбой, чтобы тот назначил его исполняющим обязанности царя Ци. В то же время Лю Бан был пойман в ловушку в Синъяне Сян Юем, и просьба Хань Синя разозлила его, потому что он ожидал, что Хань придет к нему на помощь. Однако Чжан Лян и Чэнь Пин предостерегли Лю Бана от отклонения просьбы, поскольку Хань Синь может стать недовольным и взбунтоваться, поставив их в опасную ситуацию. Лю Бан неохотно согласился на просьбу Хань Синя.
Тем временем Сян Юй послал У Шэ убедить Хань Синя объявить независимость от Лю Бана и заключить с ним союз в надежде на поражение противника на Северном фронте. Куай Чэ также настойчиво убеждал Хань Синя восстать против Лю Бана, предупреждая его, что Лю начинает не доверять ему, потому что он обладает слишком большой властью. Однако Хань Синь отказался отречься от своей верности Лю Бану.

## Битва при Гайся
В 203 году до н. э. Лю Бан заключил перемирие с Сян Юем, известное как Договор о Хункане, который разделил Китай на западные и восточные владения. Вскоре после этого Лю Бан отказался от договора и возглавил наступление на войска Сян Юя, которые отступали на восток. Лю Бан послал гонцов с просьбой о помощи от Хань Синя и Пэн Юэ в формировании тройной атаки на Западный Чу, но Хань Синь и Пэн Юэ не мобилизовали свои войска, и Лю Бан был разбит Сян Юем в битве при Гайся.

## При династии Западная Хань

### Понижение в должности
В 202 году до н. э. один из генералов Сян Юя — Чжунли Мо, которого разыскивало правительство Хань, пришёл к Хань Синю и попросил убежища. Из-за их дружбы Хань Синь защитил Чжунли Мо и позволил ему остаться в своем доме. Когда император Гао Цзу услышал, что Чжунли Мо скрывается во владениях Хань Синя, он приказал ему арестовать Чжунли Мо, но Хань Синь отказался.
Год спустя до Гао Цзу дошли слухи, что Хань Синь замышляет мятеж. Чэнь Пин предложил Гао Цзу заманить Хань Синя в ловушку и захватить его под предлогом того, что он должен присутствовать на встрече в Чэне. Между тем, Чжунли Мо совершил самоубийство, чтобы предотвратить Хань Синя от попадания в беду. Хань Синь принес отрубленную голову Чжунли Мо, когда он позже встретился с Гао Цзу и объяснил свою невиновность, но Гао Цзу приказал арестовать Хань Синя. Хань Синь воскликнул: «Это правда, когда люди говорят: охотничья собака становится пищей также после того, как она используется для охоты на дичь; хороший лук отбрасывается, когда нет птиц, оставшихся для стрельбы; советник умирает после того, как он помогает своему господину завоевать соперничающее королевство. Теперь, когда империя существует, я больше не служу никакой цели!» Хотя Гао Цзу простил Хань Синя и освободил его позже, он все же понизил его с «царя Чу» до «князя Хуайинь».

### Смерть
После своего понижения в должности Хань Синь понял, что Гао Цзу начинает ему не доверять, и стал относиться к нему с большей опаской, потому что Хань Синь показал себя таким блестящим военачальником, что у него была возможность захватить империю для себя. Поэтому Хань Синь утверждал, что болен, и большую часть времени оставался дома, чтобы рассеять подозрения Гао Цзу. Примерно в 197 году до н. э. Чэнь Си встретился с Хань Синем перед отъездом в Джулу, прося его поддержки в восстании против династии Хань. Вскоре после этого Чэнь Си восстал, и Гао Цзу лично возглавил армию, чтобы подавить восстание.
Пока Гао Цзу отсутствовал, до императрицы Лю Чжи дошли слухи о причастности Хань Синя к восстанию, и она вступила в заговор с Сяо Хэ, чтобы заманить Хань Синя в ловушку. Хань Синь был арестован, подвергнут пыткам и казнен во Дворце Чанлэ вместе со своей матерью, женой и близкими родственниками. Клан Хань Синя также был уничтожен по приказу императрицы. По возвращении из своей кампании Гао Цзу выразил облегчение и сожаление, когда узнал о смерти Хань Синя. Он попросил императрицу передать ему последние слова Хань Синя: «Я сожалею, что не послушал совета Куай Чэ».

## Легенда
По легенде, Гао Цзу однажды пообещал Хань Синю, что если он «встанет лицом к небу и твердо встанет на Земле» (頂天地地於漢土; то есть останется верным) династии Хань, он не будет убивать Хань Синя никаким оружием, используемым солдатами (絕不加兵刃於身). Поэтому, когда Хань Синь был казнен, он был повешен в воздухе внутри большого колокола и был пронзен до смерти мечами, сделанными из дерева или бамбука. Таким образом, когда он умер, Хань Синь не был ни «лицом к небу» (потому что его тело было покрыто колоколом), ни «стоящим твердо на Земле» (потому что он был подвешен внутри колокола), и не был убит каким-либо оружием, используемым солдатами. (Солдаты не используют деревянные или бамбуковые мечи.)

## Наследие
Некоторые китайскиеидиомы и поговорки, связанные с событиями в жизни Хань Синя:
- Стыд пролезть между ног (胯下之辱): используется для описания унизительного происшествия. Эта идиома возникла из-за инцидента, когда над Хань Синем издевались хулиганы.
- Когда Хань Синь выбирает свои войска, чем их больше, тем лучше (韓信 點 兵, 多多益善): Из разговора между Хань Синь и Лю Баном. Лю Бан спросил Хан Синя: «Как вы думаете, сколькими людьми я могу командовать?», На что Хань Синь ответил: «Максимум 100000». Лю Бан спросил: «А как насчет тебя?», И Хань Синь ответил: «Чем больше, тем лучше». Лю Бан сказал: «Значит, я не могу победить тебя?» Хань Синь объяснил: «Нет, милорд, вы командуете генералами, а я - солдатами».
- И успех, и неудача происходят из-за Сяо Хэ, жизнь и смерть из-за двух женщин (成 也 蕭何, 敗 也 蕭何): Сяо Хэ помог Хань Синю стать генералом, что позволило Хану найти хорошее применение своему таланту. Однако падение Хань Синя также произошло из-за Сяо Хэ. В первые дни жизни Хань Синя дала ему старуха, которая кормила его. Его смерть была связана с императрицей Люй Чжи.

Есть информация о том, что потомки Хань Синя бежали в районы Гуандун и Гуанси, где изменили своё имя на Вэй (韋).

## Оценка
Сыма Гуан прокомментировал Хань Синя следующим образом:

Я был в Хуайине, и местные жители сказали мне, что когда Хань Синь был простолюдином, его амбиции сильно отличались от амбиций обычных людей. Когда его мать умерла, он был слишком беден, чтобы устроить ей достойные похороны. Тем не менее, он нашёл живописную местность, на высоком и ровном месте, способную вместить тысячи людей, и похоронил её там. Я лично был на могиле его матери, и это было именно так, как мне описывали местные жители. Если бы Хань Синь был скромнее и непритязательнее, не хвастался своими достижениями и не был таким эгоистичным, он добился бы славы и богатства. В этом случае его вклад в династию Хань был бы сопоставим с вкладом князя Чжоу, князя Шао, и Цзян Цзя, и его потомки гордились бы им. Однако Хань Синь не изменился в лучшую сторону. Вместо этого, когда в империи были восстановлены мир и стабильность, он спланировал восстание и заставил свой клан быть вовлеченным и истребленным. Разве это не воля Небес?

Многие могут подумать, что Хань Синь был первым, кто предложил грандиозный план объединения Китая. Он начал свой план вместе с императором Гао Цзу в Ханьчжуне, завоевал Три Цинь, возглавил северную кампанию по нападению на царства Вэй, Дай, Чжао, Янь и Ци, двинулся на юг, чтобы уничтожить Чу в Гайся. Таким образом, он внес большой вклад в основание династии Хань. Когда мы смотрим на то, как он отверг предложение Куай Че объявить независимость, и как он принял Гао Цзу в Чэнь, как мы можем сказать, что он собирался восстать? Причина его восстания заключалась в том, что он чувствовал себя несчастным из-за потери своего дворянского титула. Лу Ван был просто соседом Гао Цзу, но он был назначен князем Янь, в то время как Хань Синь получил только титул маркиза и мог иметь аудиенцию только с Гао Цзу. Разве это не пример того, как Гао Цзу несправедливо относился к Хань Синю? Я думаю, что Гао Цзу несправедливо поступил с Хань Синем, когда заманил Хана в ловушку и схватил его, но Хань Синь тоже был виноват, что привело его к падению. Когда Гао Цзу воевал с Сян Юй в Синъяне, Хань Синь только что завоевал королевство Ци и не повернулся, чтобы поддержать Гао Цзу, потому что он видел большую опасность потерять больше солдат, если он пойдет на спасение жизней людей в Пенчэн. Назначение исполняющим обязанности короля Ци было предложено позже, после многомесячного военного поражения Лю Бану. Кроме того, во время битвы при Гулинге Хань Синь не сдержал своего обещания помочь Гао Цзу и заставил Гаозу проиграть битву. С тех пор Гаозу намеревался убить Хань Синя, но не сделал этого, поскольку он ещё не был достаточно могущественным. Когда возникла империя Гао Цзу, Хань Синь больше не служил никакой цели.— Сыма Гуан, Цзы чжи тун цзянь